# Drept național
Dreptul național (sau drept intern), este definit în cadrul Uniunii Europene prin opoziție cu dreptul comunitar. Astfel, în timp ce dreptul comunitar se aplică în mod egal tuturor statelor membre ale Uniunii Europene, fiecare dintre aceste state membre deține un drept național propriu, care se aplică, prin urmare, doar în cadrul acestui stat.
Termenul de drept național face referire la ansamblul de legi active în cadrul legislativ al unui anumit stat.